# Спорадична група
Спорадична група — одна з 26 виняткових груп у теоремі про класифікацію простих скінченних груп.
Проста група — це група G, що не містить будь-яких нормальних підгруп, відмінних від самої групи G і тривіальної (одиничної) підгрупи. Теорема класифікації стверджує, що список скінченних простих груп складається з 18 зліченних нескінченних сімейств, плюс 26 винятків, які не потрапляють до цієї класифікації. Ці винятки називають спорадичними групами. Вони також відомі під назвами «спорадичні прості групи» або «спорадичні скінченні групи». Оскільки група Тітса не є строго групою лієвого типу, іноді її також вважають спорадичною і в цьому випадку вона є 27-ою спорадичною групою.
Група Монстр — найбільша серед спорадичних груп і містить як підгрупи або підфактор-групи всі, за винятком шести, інші спорадичні групи.

## Назви спорадичних груп
П'ять спорадичних груп виявив у 1860-х роках Матьє, решту 21 знайдено між 1965 і 1975 роками. Існування кількох із цих груп передбачено до їх побудови. Пізніше доведено, що цим остаточно завершено повний пошук. Більшість груп носять імена математиків, які першими передбачили їх існування.

Діаграма показує підфакторні зв'язки спорадичних груп.

Повний список груп:
- групи Матьє M11[en], M12[en], M22[en], M23[en], M24[en]
- групи Янко[en] J1[en], J2 або HJ[en], J3 або HJM[en], J4[en]
- Групи Конвея Co1[en], Co2[en], Co3[en]
- Групи Фішера[en] Fi22[en], Fi23[en], Fi24′ або F3+[en]
- Група Гігмана — Сімса[en] HS
- Група Маклафліна[en] McL
- Група Гельда[en] He або F7+, або F7
- Група Рудваліса[en] Ru
- Група Судзукі[en] Suz або F3−
- Група О'Нана[en] O'N
- Група Гаради — Нортона[en] HN або F5+, або F5
- Група Лайонса[en] Ly
- Група Томпсона[en] Th або F3|3, або F3
- Малий Монстр (група)[en] B або F2+, або F2
- Группа «Монстр» Фішера-Грейса M або F1

Групу Тітса T іноді також вважають спорадичною групою (вона майже лієвого типу) і з цієї причини в деяких джерелах число спорадичних груп дається як 27, а не 26. За іншими джерелами групу Тітса не вважається ні спорадичною, ні групою Лієва типу.
Для всіх спорадичних груп побудовано матричні представлення над скінченними полями.
Найраніше вживання терміна «спорадична група» знайдено в Бернсайда, де він говорить про групи Матьє: «Ці, мабуть, прості спорадичні групи вимагають ретельнішого дослідження, ніж мали досі».
Діаграма праворуч ґрунтується на діаграмі Ронана. Спорадичні групи також мають багато підгруп, які не є спорадичними, але на діаграмі вони відсутні через їх величезну кількість.

## Система
З 26 спорадичних груп 20 містяться всередині групи «Монстр» як підгрупи або підфактор-групи .

### I. Парії
Шість винятків J1, J3, J4, O'N, Ru і Ly іноді називають паріями.

### ІІ. Щаслива родина
Решта двадцять груп називають Щасливою родиною (назву дав Роберт Ґріс) і їх можна розбити на три покоління.

#### Перше покоління (5 груп)— групи Матьє
Групи Mn для n = 11, 12, 22, 23 та 24 є кратно-транзитивними групами перестановок n точок. Усі вони є підгрупами групи M24 яка є групою перестановок 24 точок.

#### Друге покоління (7 груп)— ґратка Ліча
Всі підфактори групи автоморфізмів ґратки в 24-вимірному просторі, яку називають ґраткою Ліча:
- Co1 — фактор-група групи автоморфізмів за центром {±1}
- Co2 — стабілізатор вектора типу 2 (тобто довжини 2)
- Co3 — стабілізатор вектора типу 3 (тобто довжини √6)
- Suz — група автоморфізмів, що зберігають структуру (модуль центра)
- McL — стабілізатор трикутника типу 2-2-3
- HS — стабілізатор трикутника типу 2-3-3
- J2 — група автоморфізмів, що зберігають кватерніонну структуру (модуль за центром).

#### Третє покоління (8 груп)— інші підгрупи Монстра
Складається з підгруп, тісно пов'язаних із Монстром M:
- B або F2 має подвійне покриття, що є централізатором елемента порядку 2 в M
- Fi24′ має потрійне покриття, що є централізатором елемента порядку 3 в M (клас спряженості «3A»)
- Fi23 є підгрупою Fi24′
- Fi22 має подвійне покриття, яке є підгрупою Fi23
- Добуток Th = F3 та групи порядку 3 є централізатором елемента порядку 3 в M (клас спряженості «3C»)
- Добуток HN = F5 та групи порядку 5 є централізатором елемента порядку 5 в M
- Добуток He = F7 і групи порядку 7 є централізатором елемента порядку 7 у M
- Зрештою, вважають, що сам Монстр також належить до цього покоління.

(Ця серія продовжується і далі — добуток M12 та групи порядку 11 є централізатором елемента порядку 11 у M.)
Група Тітса також належить до цього покоління — існує підгрупа {\displaystyle S_{4}\times {^{2}}{F_{4}(2)^{\prime }}}, що нормалізує 2C2 підгрупу B, що породжує підгрупу {\displaystyle 2{\cdot }S_{4}\times {^{2}}F_{4}(2)^{\prime }}, яка нормалізує деяку підгрупу Q8 Монстра. {\displaystyle {^{2}}F_{4}(2)^{\prime }} є також підгрупою груп Фішера Fi22, Fi23 і Fi24′ та «малого Монстра» B. {\displaystyle {^{2}}F_{4}(2)^{\prime }} є підгрупою групи-парії Рудваліса Ru і не має інших залежностей із простими спорадичними групами, крім перерахованих вище.

## Таблиця порядків спорадичних груп
| Група         | Покоління | Порядок (послідовність A001228 з Онлайн енциклопедії послідовностей цілих чисел, OEIS) | Значущих цифр | Розклад | Трійка стандартных генераторів (a, b, ab) | Інші умови                                         |
| ------------- | --------- | -------------------------------------------------------------------------------------- | ------------- | --- | ----------------------------------------- | -------------------------------------------------- |
| F1 або M      | третє     | 8080174247945128758864599049617107 57005754368000000000                                | ≈ 8× 1053     | 246 • 320 • 59 • 76 • 112 • 133 • 17 • 19 • 23 • 29 • 31 • 41 • 47 • 59 • 71                                     | 2A, 3B, 29                                |                                                    |
| F2 або B      | третє     | 4154781481226426191177580544000000                                                     | ≈ 4× 1033     | {\displaystyle 2^{41}\cdot 3^{13}\cdot 5^{6}\cdot 7^{2}\cdot 11\cdot 13\cdot 17\cdot 19\cdot 23\cdot 31\cdot 47} | 2C, 3A, 55                                | {\displaystyle o((ab)^{2}(abab^{2})^{2}ab^{2})=23} |
| Fi24' або F3+ | третє     | 1255205709190661721292800                                                              | ≈ 1× 1024     | 221 • 316 • 52 • 73 • 11 • 13 • 17 • 23 • 29                                                                     | 2A, 3E, 29                                | {\displaystyle o((ab)^{3}b)=33}                    |
| Fi23          | третє     | 4089470473293004800                                                                    | ≈ 4× 1018     | 218 • 313 • 52 • 7 • 11 • 13 • 17 • 23                                                                           | 2B, 3D, 28                                |                                                    |
| Fi22          | третє     | 64561751654400                                                                         | ≈ 6× 1013     | 217 • 39 • 52 • 7 • 11 • 13                                                                                      | 2A, 13, 11                                | {\displaystyle o((ab)^{2}(abab^{2})^{2}ab^{2})=12} |
| F3 або Th     | третє     | 90745943887872000                                                                      | ≈ 9× 1016     | 215 • 310 • 53 • 72 • 13 • 19 • 31                                                                               | 2, 3A, 19                                 |                                                    |
| Ly            | парія     | 51765179004000000                                                                      | ≈ 5× 1016     | 28 • 37 • 56 • 7 • 11 • 31 • 37 • 67                                                                             | 2, 5A, 14                                 | {\displaystyle o(ababab^{2})=67}                   |
| F5 або HN     | третє     | 273030912000000                                                                        | ≈ 3× 1014     | 214 • 36 • 56 • 7 • 11 • 19                                                                                      | 2A, 3B, 22                                | {\displaystyle o([a,b])=5}                         |
| Co1           | друге     | 4157776806543360000                                                                    | ≈ 4× 1018     | 221 • 39 • 54 • 72 • 11 • 13 • 23                                                                                | 2B, 3C, 40                                |                                                    |
| Co2           | друге     | 42305421312000                                                                         | ≈ 4× 1013     | 218 • 36 • 53 • 7 • 11 • 23                                                                                      | 2A, 5A, 28                                |                                                    |
| Co3           | друге     | 495766656000                                                                           | ≈ 5× 1011     | 210 • 37 • 53 • 7 • 11 • 23                                                                                      | 2A, 7C, 17                                |                                                    |
| O'N           | парія     | 460815505920                                                                           | ≈ 5× 1011     | 29 • 34 • 5 • 73 • 11 • 19 • 31                                                                                  | 2A, 4A, 11                                |                                                    |
| Suz           | друге     | 448345497600                                                                           | ≈ 4× 1011     | 213 • 37 • 52 • 7 • 11 • 13                                                                                      | 2B, 3B, 13                                | {\displaystyle o([a,b])=15}                        |
| Ru            | парія     | 145926144000                                                                           | ≈ 1× 1011     | 214 • 33 • 53 • 7 • 13 • 29                                                                                      | 2B, 4A, 13                                |                                                    |
| F7 або He     | третє     | 4030387200                                                                             | ≈ 4× 109      | 210 • 33 • 52 • 73 • 17                                                                                          | 2A, 7C, 17                                |                                                    |
| McL           | друге     | 898128000                                                                              | ≈ 9× 108      | 27 • 36 • 53 • 7 • 11                                                                                            | 2A, 5A, 11                                | {\displaystyle o((ab)^{2}(abab^{2})^{2}ab^{2})=7}  |
| HS            | друге     | 44352000                                                                               | ≈ 4× 107      | 29 • 32 • 53 • 7 • 11                                                                                            | 2A, 5A, 11                                |                                                    |
| J4            | парія     | 86775571046077562880                                                                   | ≈ 9× 1019     | 221 • 33 • 5 • 7 • 113 • 23 • 29 • 31 • 37 • 43                                                                  | 2A, 4A, 37                                | {\displaystyle o(abab^{2})=10}                     |
| J3 або HJM    | парія     | 50232960                                                                               | ≈ 5× 107      | 27 • 35 • 5 • 17 • 19                                                                                            | 2A, 3A, 19                                | {\displaystyle o([a,b])=9}                         |
| J2 или HJ     | друге     | 604800                                                                                 | ≈ 6× 105      | 27 • 33 • 52 • 7                                                                                                 | 2B, 3B, 7                                 | {\displaystyle o([a,b])=12}                        |
| J1            | парія     | 175560                                                                                 | ≈ 2× 105      | 23 • 3 • 5 • 7 • 11 • 19                                                                                         | 2, 3, 7                                   | {\displaystyle o(abab^{2})=19}                     |
| M24           | перше     | 244823040                                                                              | ≈ 2× 108      | 210 • 33 • 5 • 7 • 11 • 23                                                                                       | 2B, 3A, 23                                | {\displaystyle o(ab(abab^{2})^{2}ab^{2})=4}        |
| M23           | перше     | 10200960                                                                               | ≈ 1× 107      | 27 • 32 • 5 • 7 • 11 • 23                                                                                        | 2, 4, 23                                  | {\displaystyle o((ab)^{2}(abab^{2})^{2}ab^{2})=8}  |
| M22           | перше     | 443520                                                                                 | ≈ 4× 105      | 27 • 32 • 5 • 7 • 11                                                                                             | 2A, 4A, 11                                | {\displaystyle o(abab^{2})=11}                     |
| M12           | перше     | 95040                                                                                  | ≈ 1× 105      | 26 • 33 • 5 • 11                                                                                                 | 2B, 3B, 11                                |                                                    |
| M11           | перше     | 7920                                                                                   | ≈ 8× 103      | 24 • 32 • 5 • 11                                                                                                 | 2, 4, 11                                  | {\displaystyle o((ab)^{2}(abab^{2})^{2}ab^{2})=4}  |